# Carolina Brunström
Carolina Brunström, född 31 december 1802, död 25 januari 1855, var en svensk ballerina.  
Hon var elev vid Kungliga Baletten 1812–1820 och premiärdansös 1820–1830. Brunström beskrivs som en stjärna inom baletten. Bland hennes roller nämns Fanny i Den ädelmodige fursten av Giovanni Battista Ambrosiani och en av de tre gracerna i Kärleken och gracerna tillsammans med Gustafva Calsenius och Charlotta Alm mot Sophie Daguin som Venus, Charlotte Lindmark som Amor, Per Erik Wallqvist som Apollo och Charles Holm som herden. 
Hon hade under flera år ett uppmärksammat förhållande med greve Hans von Fersen (1802–1839), med vilken hon hade två barn. von Fersen, som då var känd för sitt utsvävande liv, köpte henne ett hus och ska ha lovat henne äktenskap om hon födde en son, men då hon endast födde döttrar, övertalade hans mor honom att gifta sig med en adelsdam. 
Om henne sades: 
"Hon var en af publikens förklarade gunstlingar och mycket firad såväl för sin skönhet som för sitt framstående konstnärsskap, men midt i sina triumfer :öfvergaf hon scenen för att ägna sina återstående dagar åt vården af de barn hon hade med den rike och elegante grefve Hans von F., ägare till Ljung och Steninge. Femtitvå år gammal dog hon i Stockholm i mycket goda omständigheter."